# Un viatge més enllà dels Tres Mars
Un viatge més enllà dels Tres Mars (rus: Хождение за три моря, Khojdénie za tri mória) és un monument literari rus en forma de notes de viatge, feta per un comerciant de Tver, Afanasi Nikitin durant el seu viatge a l'Índia en 1466-1472.
Un viatge més enllà dels Tres Mars fou la primera obra literària de Rússia que descriu un viatge comercial no religiós. Els textos anteriors eren textos de peregrinació, que representaven viatges als llocs sagrats i eren més estandarditzats, secs i convencionals. L'autor va visitar el Caucas, Pèrsia, l'Índia i la península de Crimea. No obstant això, la majoria de les notes es dediquen a l'Índia, la seva estructura política, comercial, agricultura, costums i tradicions. L'obra està plena de digressions líriques i passatges autobiogràfics. Hi ha una forta presència de l'autor. La seva última pàgina està escrita en turc i parts en àrab; aquestes són, de fet, les pregàries típiques musulmans, el que indica que Nikitin podria haver-se convertit a l'islam mentre era a l'Índia.
D'altra banda, però, Nikitin en tot moment resa a la Benaurada Mare de Déu com a Theotokos, sants dels cristians ortodoxos, tracta d'observar els ritus cristians, i així successivament. L'autor no va fer el seu camí de retorn a la seva terra natal; va morir en el viatge de tornada. En 1475, el manuscrit va fer el seu camí a Moscou a les mans d'un funcionari del govern, Vassili Mómirev. Més tard, es va incorporar en el codi annalístic de 1489, a la Segona Crònica Sofia i la Crònica de Lviv.